# أبولو 1
 أبولو 1 هو الاسم الرسمي للمركبة أبولو/ساتورن 204 بعد تحطمها أثناء تمرين على الأرض في 27 يناير 1967 والذي أدى لهلاك طاقمها المتواجد في جزء التحكم المسمى أبولو (آنذاك). المراجعة الكلية للصاروخ ساتورن 5 لتصحيح الأخطاء وتفادي الكوارث نجم عنها تأخيرا لبرنامج أبولو.

## الطاقم
- غوس غريسوم القائد
- إدوارد هيغنز وايت طيار أول
- روجر بروس شافي طيار ثان

### الطاقم الثاني
لأبولو 1 طاقمين ثانويين. من أبريل إلى ديسمبر 1966 :
- جيمس ماك ديفيت القائد
- ديفيد سكوت طيار أول
- روستي طيار ثان

من ديسمبر 1966 إلى يناير 1967 :
- والتر شيرا قائد
- دون ايسل طيار أول
- والتر كونينغام طيار ثان

## المهمة

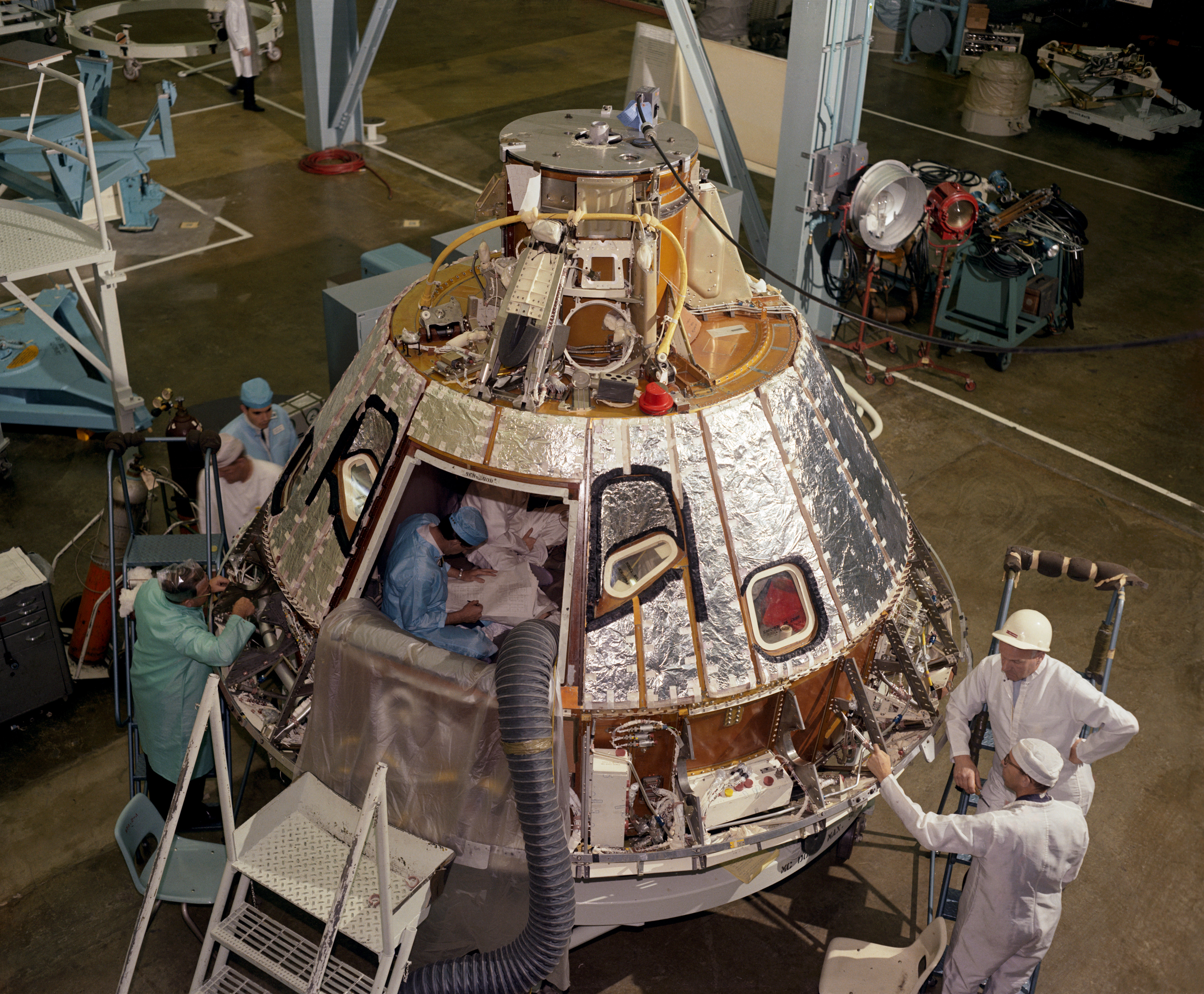
بناء جزء التحكم.

توجب على مهمة أبولو 1 إيصال مركبة فضائية مأهولة إلى مدار حول الأرض في ظرف 14 يوما. ومن جهة أخرى السماح بإجراء تجارب عن الإقلاع والمراقبة الأرضية والقيادة إلى جانب تقييم أداء التركيبة ساتورن-أبولو.

## تجارب
كانت التجربة المقررة ليوم 27 يناير 1967، من نوع خطوط مفصولة « plugs-out » أي قطع كل الخطوط السلكية بين ساتورن 5 والخارج. ليبقى فقط الاتصال اللاسلكي عبر موجات الراديو.
ومن البداية، ظهرت الكثير من المشاكل، منها روائح أثرت على حلق الرواد وحالت دون تمييز أصوات رواد الفضاء الثلاث.

### الحادث

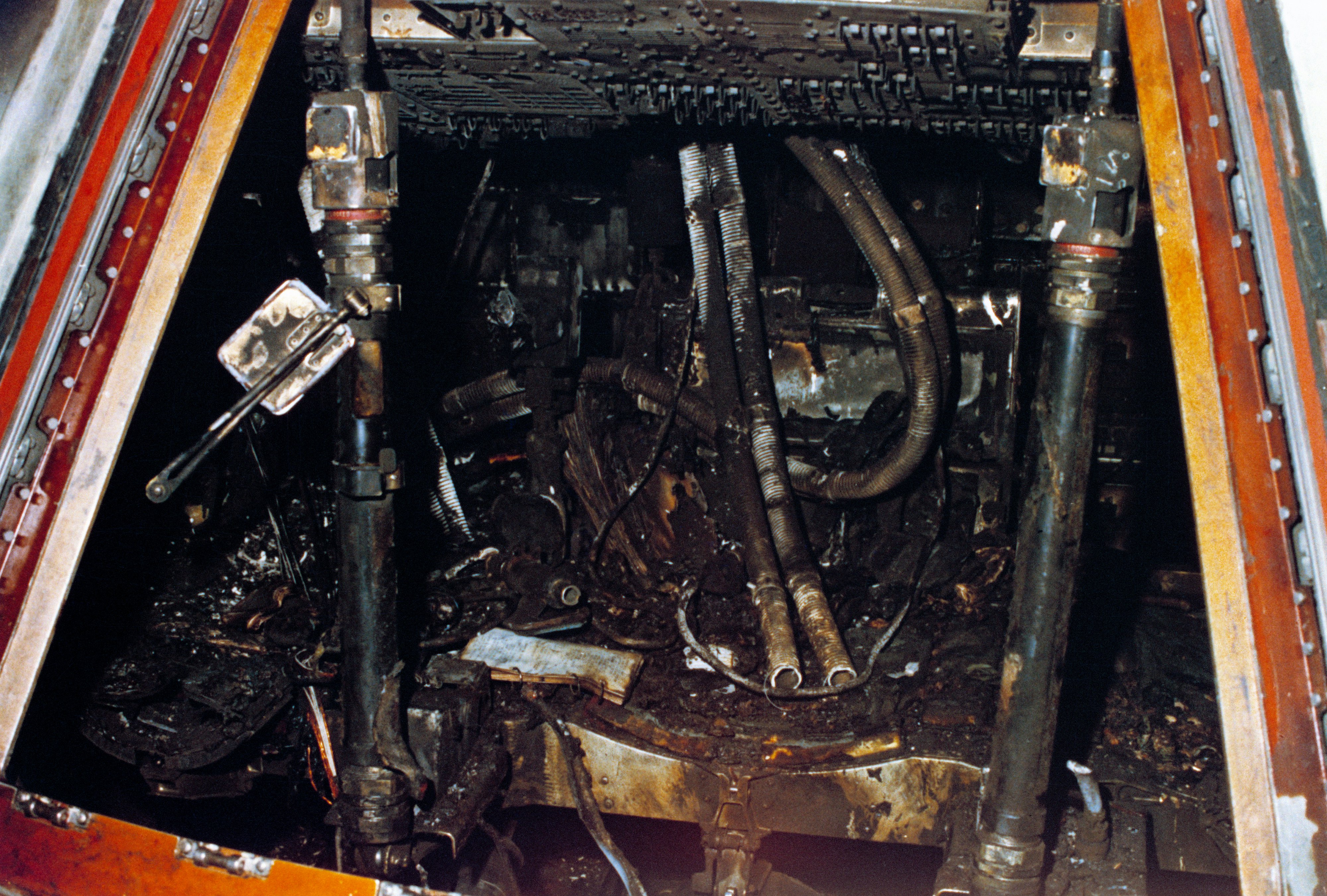
المركبة بعد الحريق

أدى تماس كهربائي تحت المقعد رواد الفضاء لنشوب حريق. وساهمت نقاوة الأكسجين المضغوط داخل قمرة في سرعة اشتعال النيران مما اسفر عن مقتل رواد الفضاء في أقل من تسع ثوان. وكان من المستحيل الخروج في الوقت المناسب لبطء نظام فتح الكبسولة لأكثر من دقيقتين.

#### الأسباب
أظهر التقرير أن العديد من الأخطاء ارتكبت نتيجة لرغبة وكالة ناسا في الوصول للقمر قبل السوفيات. مشاكل في التصميم (سمحت باستخدام مكونات رديئة أو مواد قابلة للاشتعال) وأيضا في التنظيم (لم تؤخذ المخاطر في الاعتبار الكافي).

#### النتائج
طيلة 21 شهرا، تمت إعادة مراجعة الصاروخ ساتورن 5 وأبولو مراجعة دقيقة. أجريت على إثرها عدة تصليحات وتعديلات، كان منها تعويض الأوكسجين النقي بخليط من الآزوت (60 في المئة) والأوكسجين (40 في المئة)، تحسين سترات الرواد لتقاوم الحرائق بشكل أكبر، عزل أفضل للأسلاك الكهربائية وتحسين نظام فتح القمرة ليتم ذلك خلال 10 ثوان.

### مقالات ذات صلة
- أبولو 8
- أبولو 10
- أبولو 11
- أبولو 12
- أبولو 17
- فالنتين بوندارينكو
- نيل أرمسترونج
- بز ألدرن
- جون يونغ
- يوجين سيرنان

### وصلات خارجية
- (بالإنجليزية) الموقع الرسمي
- (بالفرنسية) رحلة أبولو 1